# Miniopterus pusillus
Miniopterus pusillus је врста слепог миша (Chiroptera) из породице вечерњака (Vespertilionidae).

## Распрострањење
Врста је присутна у Вијетнаму, Индији, Индонезији, Кини, Лаосу, Мјанмару, Непалу, Тајланду и Хонгконгу.

## Станиште
Врста Miniopterus pusillus има станиште на копну.
Врста је по висини распрострањена до 1.200 метара надморске висине.

## Угроженост
Ова врста није угрожена, и наведена је као последња брига јер има широко распрострањење.

### Популациони тренд
Популациони тренд је за ову врсту непознат.